# Xanthe Terra
Xanthe Terra est une vaste étendue de la planète Mars située de part et d'autre de l'équateur martien. Elle se trouve dans les quadrangles de Lunae Palus, le Margaritifer Sinus, et celui d'Oxia Palus.
Son nom vient du grec Xanthe ou Xanthos (en grec Ξανθός / Xanthós) et renvoie à la couleur jaune, notamment le jaune doré de la terre. Ce nom a été officiellement adopté par l'Union astronomique internationale en 1979.

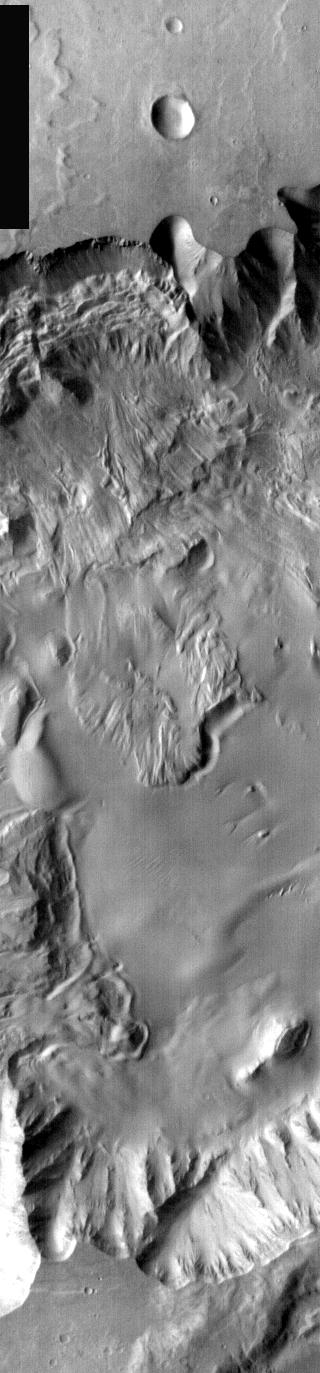
Glissement de terrain dans le Xanthe Terra.

Les images de Mars Express, Mars Global Surveyor et Mars Reconnaissance Orbiter ont révélé d'anciennes vallées fluviales et des deltas. Les deltas présentent de nombreuses couches minces comme les deltas sur la Terre. Les scientifiques pensent que les caractéristiques de Xanthe Terra sont une preuve de précipitation sur la planète Mars.

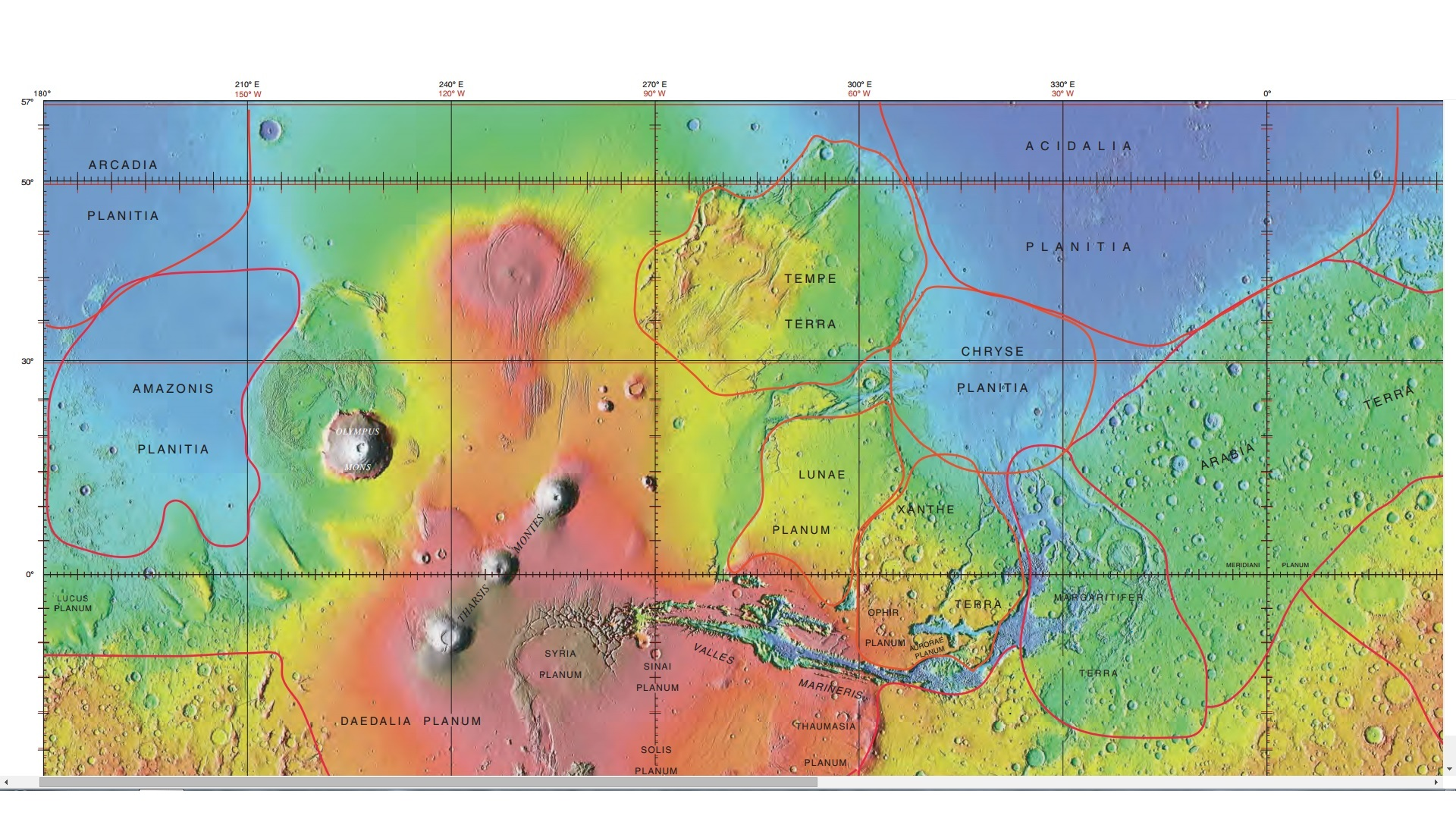
Carte des limites de Xanthe Terra et des régions alentour.
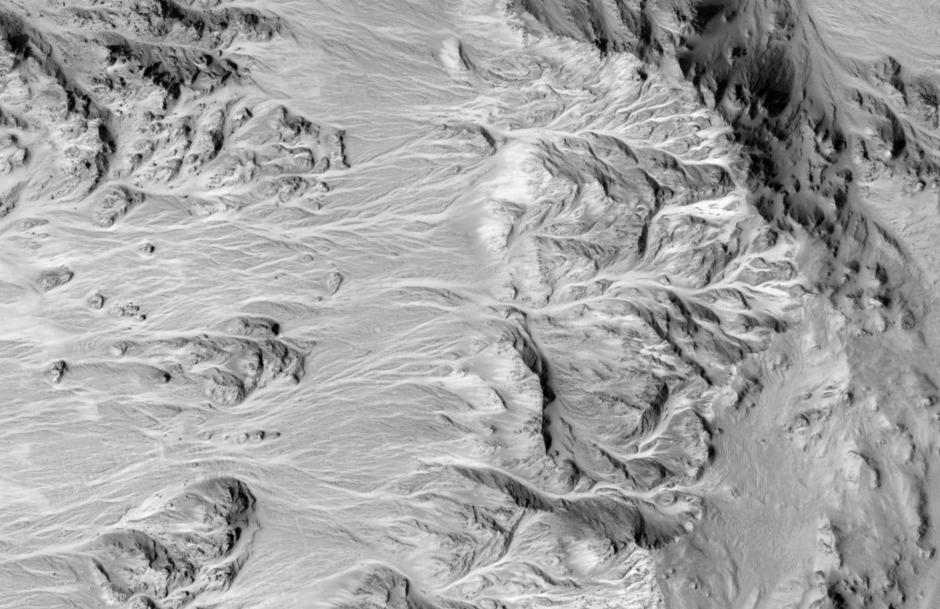
Cônes alluviaux dans le Cratère Mojave, vu par HiRISE. Réseau ramifié de canaux qui coulent d'un terrain plus élevé (cratère) au niveau le plus bas.